# Vibeke Bjelke
Vibeke Bjelke född 5 juli 1943, är en dansk skådespelerska och regissör. Hon studerade vid Statens Teaterskola 1974-1975.
Bjelke har regisserat flera Norénpjäser, bland annat Som löven i Vallombrosa 2013 på Dramaten. 2014 påbörjade hon Och ge oss skuggorna för Dramaten men, på grund av sjukdom, tvingades hon 2015 lämna över slutarbetet till teaterchefen Eirik Stubø. 

## Filmografi
- 1995 - Lille John (TV)

### Regi
- 1990 - Bobby Fischer bor i Pasadena (tv-teater)
- 2001 - Skuggpojkarna (tv-teater)

## Teater

### Regi i urval
| År   | Produktion                                      | Upphovsmän      | Teater                   | Noter             |
| ---- | ----------------------------------------------- | --------------- | ------------------------ | ----------------- |
| 2011 | Idlaflickorna                                   | Kristina Lugn   | Dramaten                 |                   |
| 2011 | Politik                                         | Henning Mankell | Helsingborgs stadsteater |                   |
| 2013 | Som löven i Vallombrosa                         | Lars Norén      | Dramaten                 |                   |
| 2014 | Måsen Чайка, Tjajka                             | Anton Tjechov   | Dramaten                 |                   |
| 2014 | Körsbärsträdgården Вишнёвый сад, Visjnjovyj sad | Anton Tjechov   | Helsingborgs stadsteater |                   |
| 2015 | Scener ur ett äktenskap                         | Ingmar Bergman  | Helsingborgs stadsteater |                   |
| 2015 | Och ge oss skuggorna                            | Lars Norén      | Dramaten                 | avbrutet regiskap |